# Avaz Twist Tower
Avaz Twist Tower är en  kontorsbyggnad i Sarajevo i Bosnien och Hercegovina. Den ligger i affärskvarteret Marijin Dvor och är den högsta byggnaden på Balkanhalvön bortsett från TV-masten Avalatornet utanför  Belgrad i Serbien. Tidningsbolaget Dnevni avaz har kontor i skyskrapan.
Byggnaden, som har ritats av arkitekt  Faruk Kapidžić, är 142 meter hög  fördelat på 39 våningar över jord. Med antennen på taket blir totalhöjden 172 meter. Det finns en restaurang med en terrass på 100 meters höjd, på våning 31 och en utsiktsplats på våning 36. 
Fasaden på Avaz Twist Tower är vriden (åt motsatt håll jämfört med Turning Torso) och täckt med blått glas, som ger en illusion av att byggnaden roterar.
En ännu högre byggnad, Avaz Ski Tower, planeras i närheten.